# Dyschoriste kyimbalensis
Dyschoriste kyimbalensis là một loài thực vật có hoa trong họ Ô rô. Loài này được (Lindau) S.Moore mô tả khoa học đầu tiên năm 1929.